# 雪だるま (テレビドラマ)
『雪だるま』（ゆきだるま、原題：눈사람）は、2003年1月8日から3月6日までMBCで放送された韓国の連続テレビドラマ。全17話。

## 解説
チョ・ジェヒョンの演じる刑事と、オ・ヨンスが演じるその妻ヨンジョン、コン・ヒョジンの演じる両親を亡くし姉ヨンジョンと苦労して来た妹ヨンオク、キム・レウォンが演じる恵まれた人生を歩む男という4人の主要人物によるドラマで、妻と死別する刑事と亡妻の妹とのかなわぬ恋情を軸に登場人物それぞれの思いを描く。
脚本はキム・ドウが書き、イ・チャンスンが演出した。キム・ドウは『雪だるま』の2年後の2005年に放送され人気を博した『私の名前はキム・サムスン』を書いた脚本家で、2003年の本作『雪だるま』では『私の名前はキム・サムスン』とは違って「多少暗い」と評された作風だった。
日本ではKNTVにて2004年2月10日から放送され、2006年にDVDが発売された。

## 登場人物

### 主要人物
ハン・ピルスン〈28歳から37歳〉
演 - チョ・ジェヒョン
刑事。
ソ・ヨンジョン〈25歳〉
演 - オ・ヨンス
ピルスンの妻になる。スチュワーデスから本社勤務になる。
ソ・ヨンウク〈17歳から26歳〉
演 - コン・ヒョジン
ヨンジョンの妹。高校生から警察官になる。
チャ・ソンジュン〈20歳から29歳〉
演 - キム・レウォン
大学生からアレーナ観光ホテルの企画広報チーム長になる。

### その他の人物
イ・スジン〈24歳から〉
演 - ワン・ビンナ
アレーナ観光ホテルの秘書。
チャ会長
演 - ハン・インス
アレーナ観光ホテルの会長。
キム・サンヒ〈17歳から26歳〉
演 - オ・スンウン
ヨンウクの親友。
イ・ミヨン〈27歳から〉
演 - イム・ソンミン
スチュワーデス。
ピルスンの父〈60歳代初盤〉
演 - シム・ヤンホン
元農家で、焼き肉店を開業する。
ピルスンの母
演 - キム・ジヨン
オ・ジェピョ〈40歳代後半〉
演 - トン・バンウ
警察署刑事課強力3班の班長。
カン刑事
演 - キム・スンミン